# 仇惠
仇惠（？—？），字澤民，直隸保定府安州新安縣人，民籍，明朝政治人物。

## 生平
成化二十二年（1486年）丙午科順天鄉試第七十七名舉人，弘治十五年（1502年）中式壬戌科會試第二百五十名，三甲第七十二名進士。初任知縣，擢御史，巡按山西。劉瑾弄權，左遷滁州判官。改任泗州知州，均得民心。陞山西按察司僉事，卒於官。

## 家族
曾祖仇富；祖父仇貴；父仇志，訓導。母徐氏。